# Nurestan
Nurestan, Nuristan, dawniej Kafiristan (paszto: نورستان) – kraina w północno-wschodnim Afganistanie, przy granicy z Pakistanem, w południowym Hindukuszu, między dolinami Kabulu i Pandższiru. Stolica znajduje się w Parun. W 2021 roku liczyła prawie 167 tys. mieszkańców.